# Spat (Pferdekrankheit)
Spat ist eine Sammelbezeichnung für arthritische Erkrankungen des Sprunggelenks des Pferdes.
Darunter fallen sowohl akute Entzündungen der Gelenke, Knochen und gegebenenfalls auch Knochenhaut des Sprunggelenks als auch die durch chronische Entzündungen verursachten Schädigungen der Gelenk-Oberflächen und Knochenumbildungen. In der chronischen Form kann Spat zur Versteifung des Sprunggelenks führen.